# Nene Valley Conservation Park
Nene Valley Conservation Park är en park i Australien. Den ligger i delstaten South Australia, omkring 380 kilometer sydost om delstatshuvudstaden Adelaide. Nene Valley Conservation Park ligger 8 meter över havet.
Trakten är glest befolkad. Närmaste större samhälle är Port MacDonnell, omkring 19 kilometer sydost om Nene Valley Conservation Park. 
Genomsnittlig årsnederbörd är 956 millimeter. Den regnigaste månaden är juni, med i genomsnitt 165 mm nederbörd, och den torraste är februari, med 18 mm nederbörd.